# テクニカル・エクスタシー
『テクニカル・エクスタシー』（Technical Ecstasy）は、ブラック・サバスが1976年に発表した7作目のスタジオ・アルバム。バンドにとって初のコンピレーション・アルバム『ウィ・ソールド・アワ・ソウル・フォー・ロックンロール』（1975年）を挟んで発表された。

## 解説
ジャケットの絵はヒプノシスによる。収録曲のうち「イッツ・オーライ」と「ロックン・ロール・ドクター」は、ミュージック・ビデオも作られた。
「イッツ・オーライ」ではビル・ワードがリード・ボーカルを担当している。ワードによれば、この曲はワードがほとんどの部分を作曲しており、オジー・オズボーンもこの曲を気に入って、ワードが歌うことをサポートしたという。
本作は、発表当時はセールス的に大きな成功を収められなかった。バンドの母国イギリスでは、コンピレーション・アルバムを別とすれば、初めて全英アルバムチャートのトップ10入りを逃し、アメリカでも彼らのスタジオ・アルバムとしては初めて全米トップ40入りできずに終わった。なお、発売から21年後の1997年、アメリカで本作がゴールドディスクに認定された。

## 収録曲
全曲ともオジー・オズボーン、トニー・アイオミ、ギーザー・バトラー、ビル・ワードの共作。
1. バック・ストリート・キッズ - "Back Street Kids" – 3:49
2. ユー・ウォント・チェンジ・ミー - "You Won't Change Me" – 6:37
3. イッツ・オーライ - "It's Alright" – 3:58
4. ジプシーの誘惑 - "Gypsy" – 5:08
5. ムーヴィング・パーツ - "All Moving Parts (Stand Still)" – 4:58
6. ロックン・ロール・ドクター - "Rock 'n' Roll Doctor" – 3:25
7. シーズ・ゴーン - "She's Gone" – 4:51
8. きたない女 - "Dirty Women" – 7:09

## カヴァー
- イッツ・オーライ
  - ガンズ・アンド・ローゼズ - ライブで演奏。1999年発売のライブ・アルバム『ライヴ・エラ '87〜'93』で、ライブ音源が公式に発表された。
- きたない女
  - ヘラコプターズ - コンピレーション・アルバム『Cream of the Crap Vol. 2』（2004年）に収録。

## 参加ミュージシャン
- オジー・オズボーン - ボーカル
- トニー・アイオミ - ギター
- ギーザー・バトラー - ベース
- ビル・ワード - ドラムス、ボーカル

アディショナル・ミュージシャン
- ジェラルド・ウッドラフ - キーボード
- マイク・ルイス - ストリングス・アレンジ、指揮(on 7.)